# Scoutisme en Suisse
Le scoutisme a cette particularité d’être unifié en Suisse, c'est-à-dire que l'appellation « scoutisme » est déposée et protégée par une fédération qui réunit tous les scouts de Suisse : le Mouvement scout de Suisse (MSdS). Seules quelques associations en dehors du Mouvement scout de Suisse ont l’autorisation d’utiliser ce terme. On compte environ 50 000 scouts en Suisse, soit 0,7 % de la population.
Genève est également le siège de l'OMMS (Organisation Mondiale du Mouvement Scout).

## Associations nationales
Le Mouvement scout de Suisse est l'organisation reconnue par l’OMMS et l'AMGE. Elle rassemble 50 500 scouts en Suisse et est ainsi la plus grande organisation de jeunesse en Suisse. Il est organisé en 22 associations cantonales et environ 550 groupes locaux et il compte 50 500 membres et est ainsi la plus grande organisation de jeunesse en Suisse.
Les premiers groupes de scouts se sont formés en 1912. En 1913 la FES, la Fédération des Eclaireurs suisses a vu le jour, suivie en 1919 de la FESes, la Fédération des Eclaireuses suisses. De la fusion des deux fédérations FES et FESes en 1987 est né le MSdS.
Le mouvement du Scoutisme Européen Suisse a été fondé en 1973, et fait partie de l'Union internationale des guides et scouts d'Europe.

## Organisations internationales
- L'Organisation mondiale du mouvement scout a son siège à Genève
- L'OMMS a un chalet en Suisse : le Centre scout international de Kandersteg
- L'Association mondiale des Guides et Éclaireuses a également un chalet en Suisse : Our chalet à Adelboden

## Associations cantonales
Il existe 22 associations cantonales qui regroupe de manière géographique les groupes scoutes. Chacune est membre du MSdS. Pour pouvoir être qualifiée de groupe scout, une association doit obligatoirement faire partie d'une de ces associations cantonales.

### Association des scouts fribourgeois
L'ASFr inclut les groupes scouts du canton de Fribourg.
C’est en 1915 que l'ancêtre de tous les groupes fribourgeois, il s’appelait alors « La première de Fribourg », vit le jour dans la cité des Zaehringen. En 1923 naquit la première section d’éclaireuses à Bulle. En 1924 le groupe St-Pierre fut fondé à Fribourg. Mais « Toujours prêt » et « BA » (bonne action) n’ont jamais si bien fonctionné que lorsque sonne en 1939 la fameuse mobilisation de guerre. Les scouts sont chargés de missions diverses : animateurs pour les réfugiés, agents de liaison, récupérateurs de papier et métaux, auxiliaires de la Croix-Rouge, etc. et tout ceci en l’absence de leurs chefs mobilisés.
En 1957 une délégation de sections fribourgeoises prend part au Jamboree mondial (rassemblement international de scouts) dans la Vallée de Conche. Le premier camp fédéral mixte se déroule en 1980 dans la région de Gruyères réunissant plus de 20 000 scouts. Dix ans plus tard, en 1990, les scouts fribourgeois se réunissent aussi autour du Lac de la Gruyère pour fêter leurs 75 ans d’existence au travers d’un camp cantonal sur les traces du comte de Gruyères. En 2001, s'organise à Gletterens le camp cantonal Enerd'ji@, mais celui-ci a dû être interrompu au bout de quelques jours, car les conditions météorologiques avaient rendu le terrain impraticable. En 2015, l'ASFr organise de nombreuses activités afin de célébrer ses 100 ans, plusieurs sentiers scouts sont notamment créés dans plusieurs des districts du canton. Le point culminant de ce jubilé est Calaka, un camp cantonal qui réunit pendant 2 semaines quelque 700 scouts du canton, sous une chaleur caniculaire.

### Association du scoutisme genevois
Les quelque 1600 scouts genevois, font de l'ASG la plus grande association de jeunesse du canton de Genève. Cette association cantonale est une des rares associations cantonales à disposer de responsables cantonaux professionnels (une femme et un homme se partageant la charge), rémunérés grâce aux subventions de l'État et de la Ville de Genève.
L'association naît en 1989 grâce à la fusion de l'Association Genevoise des Éclaireurs Suisses avec l'Association des Éclaireuses Suisses.
L'Association Genevoise des Éclaireurs Suisses est créée en 1912 par Louis Blondel, archéologue suisse né et mort à Genève et cela marque la création du mouvement scout en à Genève. Depuis devenu une icône pour les scouts genevois, il donne son nom à 2 éléments phares du scoutisme genevois : le "Blondel", récompense donnée aux personnes s'impliquant dans leur groupe ou même pour le canton, mais aussi une activité cantonale: le "Blondel Trophy" réunissant tous les responsables du canton tous les 2 ans.
Les 100 ans de la création du scoutisme genevois ont d'ailleurs rassemblés dans le parc des Bastions 800 scouts de 7 à 25 ans sur deux jours. (26 au 28 octobre 2012)

### Association du scoutisme jurassien
L'ASJ inclut les groupes scouts du canton du Jura, du Jura bernois et de la partie francophone de Bienne.

### Association du scoutisme neuchâtelois[7]
L'ASN inclut les groupes scouts du canton de Neuchâtel.
Le scoutisme neuchâtelois est très lié à ses débuts au scoutisme suisse. En 1910, Gaston Clerc, alors secrétaire général des Unions Cadettes de suisse romande s'enthousiasme pour la méthode scoute après la lecture de Scouting for boys. Il organise plusieurs conférences (notamment au Locle en octobre 1910) au sein des unions cadettes pour exposer et discuter de l'intérêt pour les cadets d'utiliser la méthode scoute. En 1911, Gaston Clerc achète les droits de traductions de Scouting for boys et traduit le premier chapitre (celui sur l'éclaireur chevaleresque) de ce qui deviendra Éclaireurs. C'est ensuite le pédagogue genevois Pierre Bovet qui reprendra la traduction d'Éclaireurs (et d'autres livres scouts), pour en faire, en 1912, la première édition en français. Cette édition est la première d'une longue série de livres scouts publiés par la maison d'édition Delachaux & Niestlé à Neuchâtel. (en 1993 Delachaux & Niestlé publie la 19e édition) Le 12 février 1912, c'est sur une demande de Gaston Clerc que l'assemblée des délégués des sections cadettes d'Union chrétienne de suisse romande se réunit à Neuchâtel. Lors de cette assemblée, les délégués décident de créer un comité neutre politiquement et laïque afin de patronner et répandre le scoutisme dans le pays. La section des cadets-éclaireurs de Neuchâtel est fondée au mois de mai 1912 avec la création des deux premières patrouilles, le Vautour et l'Écureuil, par Arnold Meier et Émile Brodbeck.
Le 8 octobre 1912, le Mouvement des éclaireurs neuchâtelois est lancé sous la présidence de L. Apothéloz de Colombier.

### Association du scoutisme valaisan
L'ASV inclut les groupes scouts du canton du Valais.

### Association du scoutisme vaudois
L'ASVd inclut les groupes scouts du canton de Vaud.

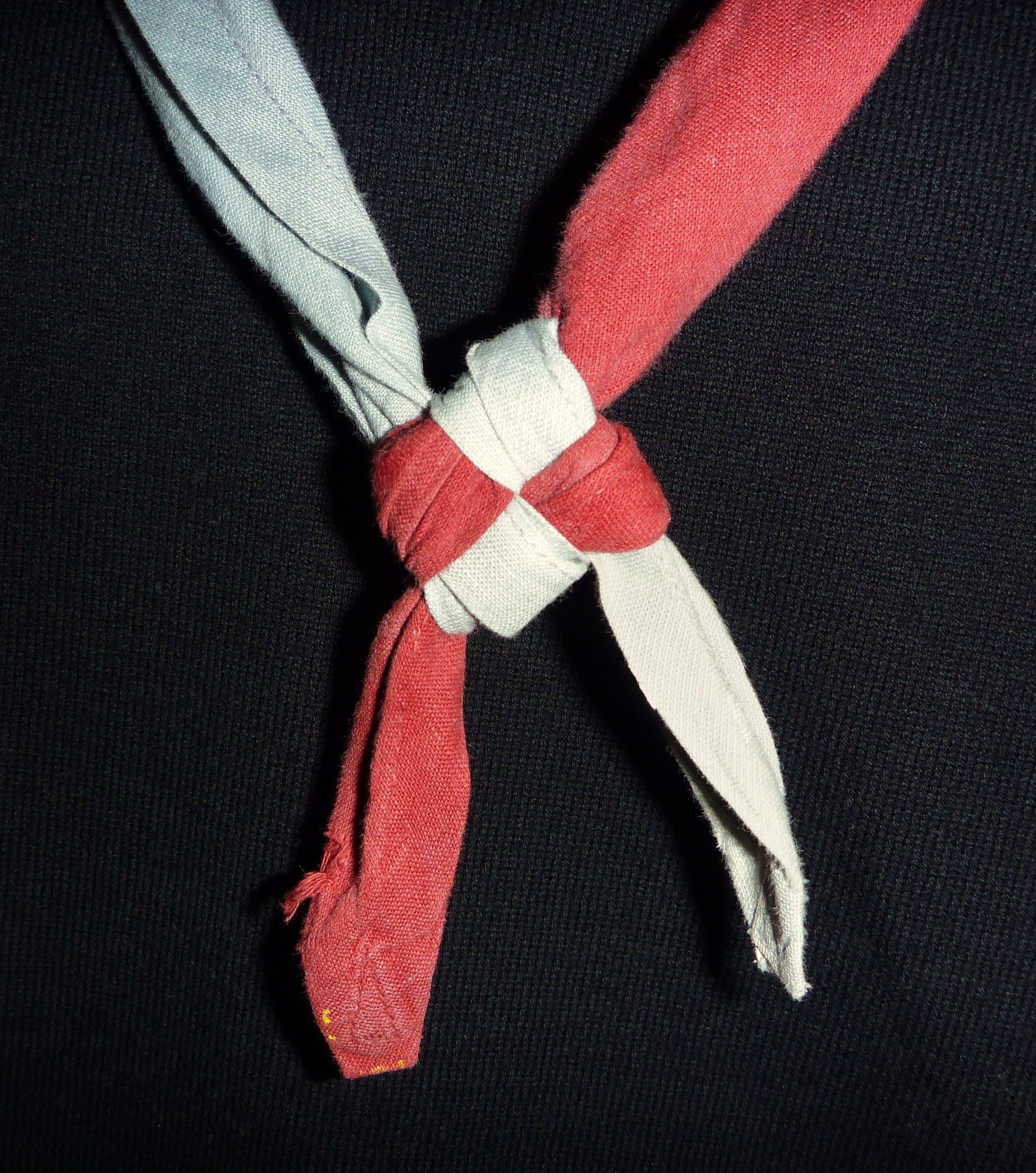
Nœud carré sur le foulard d'un ancien des Scouts de l'Ouest (Renens)

### Argovie
Pfadi Aargau inclut les groupes scouts du canton d'Argovie.

## Sources
- Fonds : Association du scoutisme vaudois (1912 - 1991) [15 mètres linéaires].  Cote : PP 522. Archives cantonales vaudoises (présentation en ligne).
- Fonds : Association cantonales des éclaireuses vaudoises (1915-1991) [26 boîtes].  Cote : PP 1090. Lausanne : Archives cantonales vaudoises (présentation en ligne).